# Чирка (озеро)
Чирка — пресноводное озеро на территории Воломского сельского поселения Муезерского района Республики Карелии.

## Общие сведения
Площадь озера — 1,4 км², площадь водосборного бассейна — 88 км². Располагается на высоте 200,1 метров над уровнем моря.
Форма озера лопастная, продолговатая: оно вытянуто с северо-востока на юго-запад. Берега каменисто-песчаные, преимущественно заболоченные.
Через озеро протекает река Чирка, впадающая в реку Чирко-Кемь. С южной стороны в озеро впадает река Кушма.
В озере расположено около десяти безымянных островов различной площади, однако их количество может варьироваться в зависимости от уровня воды.
К востоку от озера проходит лесовозная дорога.
Код объекта в государственном водном реестре — 02020000911102000005070.